# Doktrína zaniknutí
Doktrína zaniknutí byla politikou anexe aplikovanou do roku 1859 na Indickém poloostrově Britskou Východoindickou společností vůči tamním monarchiím. Prvky této doktríny praktikovala po osamostatnění Indie až do roku 1971 vláda této zemĕ.

## Doktrína
Podle doktríny mohl být kterýkoliv indický stát pod suzerenitou Britské Východoindické společnosti zrušen, a tudíž i anektován Britskou Indií, pokud se stal jeho vládce nekompetentním, nebo když zemřel bez mužského dědice. Navíc kompetentnost potenciálního vládce posuzovala Východoindická společnost. Doktrína a její aplikování byla mezi Indy široce považována za nelegitimní a vzbuzovala odpor vůči Východoindické společnosti.
Tato politika je nejčastěji spojována s Jamesem Broun-Ramsayem, 1. markýzem z Dalhousie, který byl generálním guvernérem Východoindické společnosti v Indii mezi 1848 a 1856. Nicméně již předtím, než převzal tento post, bylo na základě této doktríny anektováno několik menších států. Protože tento guvernér doktrínu praktikoval nejvíce, bývá spojována především s ním.